# جون غراي (مؤرخ)
جون غراي (بالإنجليزية: John Gray)‏ هو مؤرخ أمريكي، ولد في 9 يونيو 1913، وتوفي في 1 أبريل 2000.